# Yo Creek
Yo Creek, auch Yo Creek Village genannt, ist ein Dorf im Orange Walk District im Norden von Belize in Mittelamerika. Der Ort liegt östlich vom Río Hondo und der Staatsgrenze zu Mexiko und hatte nach dem Zensus im Jahr 2022 insgesamt 1885 Einwohner.

## Geographie
Das Ortsgebiet von Yo Creek grenzt im Osten an das Stadtgebiet von Orange Walk Town. Im Nordosten befinden sich die Dörfer San Antonio und Santa Cruz in direkter Nähe zur Staatsgrenze mit Mexiko. Südlich von Yo Creek befinden sich die Dörfer Trinidad und San Lázaro. Am südlichen und östlichen Ortsrand verläuft der gleichnamige Bach Yo Creek in nordwestlicher Fließrichtung zum Rio Hondo.

## Bevölkerung

### Einwohnerstruktur 2022
Nach den Erhebungen des Zensus 2022 lebten im Juli 2022 in Yo Creek 1885 Einwohner.
Die Bevölkerung von Yo Creek teilte sich auf in 950 (50,39 %) männliche und 935 (49,6 %) weibliche Personen, welche in insgesamt 490 Haushalten lebten. Ein durchschnittlicher Haushalt bestand aus fünf Personen. Bei 10 % der Einwohner lag eine Behinderung vor und 11 % der Einwohner waren von einer Langzeiterkrankung betroffen.

### Einwohnerentwicklung
| Quelle: Statistical Institute of Belize |

## Wirtschaft und Infrastruktur

### Verkehr
In Yo Creek beginnen die beiden Landstraßen San Felipe Road, die in südlicher Fahrtrichtung bis nach San Felipe verläuft und die San Antonio Road, welche als Landstraße eine Verbindung mit Orange Walk Town herstellt und als Verbindungsstraße nach San Antonio im Westen dient.